# Special Book Services
A Livraria Internacional SBS - (Special Book Services) -  é uma editora de livros brasileira, fundada em 1985.

## Subsidiárias
O Grupo SBS é composto pela rede de livrarias, incluindo a SBS Internacional, a Editora SBS, a Hub Editorial, a Distribuidora SBS e a loja virtual.

### SBS Internacional
Em 1996, a empresa fundou a SBS Internacional expandindo-se para outros países da América do Sul, começando suas operações na Argentina com um depósito em Buenos Aires, distribuindo para livrarias independentes, e iniciando sua própria cadeia de seis livrarias em Buenos Aires, Rosário, Córdoba e Salta. No Peru, a SBS iniciou seu trabalho em 1997 com um depósito em Lima. Conta ainda com suas próprias livrarias em Lima, Cusco, Arequipa e Huncayo.